# Ciclul solar 17
Ciclul solar 17 este cel de-al șaptesprezecelea ciclu solar, din 1755, anul când a început urmărirea extensivă a activității și petelor solare. A început în anul 1933 și a luat sfârșit în 1944.

## Istorie

### 1938 și 1940
Pe 25 ianuarie 1938, o mare auroră a fost observată în toată Europa, până în sudul Portugaliei și al Siciliei, speriind mulți oameni. Unii au crezut că strălucirea roșie indica incendii mari, în timp ce alții au legat-o de profețiile de la Fátima. O auroră a fost vizibilă deasupra New York-ului la 3 aprilie 1940.